# Бемберг, Мария Луиса
Мария Луиса Бемберг (исп. María Luisa Bemberg; 1922—1995) — аргентинский кинорежиссёр и сценаристка, известная утверждением в своих фильмах идей феминизма, созданием образов южноамериканских женщин с яркой, активной жизненной позицией.

## Биография
Родилась в богатой и влиятельной аргентинской семье потомков немецких эмигрантов, основателей известных пивоварен Cerveza Quilmes. В 1945 году вышла замуж. Сразу после этого — при вступлении во власть полковника Перона, — пара выехала в Испанию, где до возвращения на родину в середине 1950-х годов у них родилось четверо детей.

## Творческая карьера
В 1959 году на деньги семьи учредила и управляла театром Teatro Del Globo. выступила одним из учредителей кинофестиваля в Мар-дель-Плата.
В 1970-м году написала сценарий к фильму «Хроники одной сеньоры» (исп. Crónica de una señora) — успешному проекту режиссёра Рауля де ла Торре с участием Грасьелы Борхес.
В начале 1980-х основала продюсерскую компанию и приступила к съёмкам собственных фильмов, наибольшую известность из которых получил «Я не хочу об этом говорить» (исп. De Eso No Se Habla, 1993 год) с Марчелло Мастроянни в главной роли.
Неоднократно выступала членом жюри на кинофестивалях, в том числе 44-го Берлинале и Венецианского кинофестиваля.

## Награды и номинации
- 1986 год — Венецианский кинофестиваль, премия Venice Authors Prize;
- 1990 год — Венецианский кинофестиваль, OCIC Award — Honorable Mention;
- 1993 год — фестиваль фильмов в Гаване, приз за лучший сценарий и специальный приз жюри;
- 1994 год — премия Ассоциации кинокритиков Аргентины «Серебряный кондор» за лучшую режиссуру и лучший адаптированный сценарий.

## Фильмография
| Год  |   | Русское название           | Оригинальное название     | Роль                  |
| ---- | - | -------------------------- | ------------------------- | --------------------- |
| 1971 | ф | Хроники одной сеньоры      | Crónica de una señora     | сценаристка           |
| 1975 | ф | Треугольник из четверых    | Triángulo de cuatro       | сценаристка           |
| 1981 | ф | Моменты                    | Momentos                  | режиссёр, сценаристка |
| 1982 | ф | Ничья жена                 | Señora de nadie           | режиссёр, сценаристка |
| 1984 | ф | Камила                     | Camila                    | режиссёр, сценаристка |
| 1986 | ф | Мисс Мэри                  | Miss Mary                 | режиссёр, сценаристка |
| 1990 | ф | Я - худшая из всех         | Yo, la peor de todas      | режиссёр, сценаристка |
| 1993 | ф | Я не хочу об этом говорить | De eso no se habla        | режиссёр, сценаристка |
| 1994 | ф | Баллада о Донне Елене      | La balada de Donna Helena | актриса               |
| 1997 | ф | Самозванец                 | El impostor               | сценаристка           |